# Эшман, Иоганн Карл
Иоганн Карл Эшман (нем. Johann Carl Eschmann; 12 апреля 1826, Винтертур — 17 октября 1882, Цюрих) — швейцарский композитор и пианист.

## Биография
Иоганн Карл Эшман происходил из разветвлённой семьи музыкантов, сын Генриха Эшмана (1802—1882), руководителя военных оркестров в Цюрихе и Винтертуре. Учился в Цюрихе у пианиста Александра Мюллера, затем в 1845—1847 годах в Лейпцигской консерватории у Феликса Мендельсона, Игнаца Мошелеса и Нильса Гаде. По возвращении в Цюрих концертировал как пианист, был дружен с Рихардом Вагнером. В 1850—1859 годах жил и работал как музыкальный педагог в Винтертуре, в 1859—1866 годах в Шафхаузене, затем вернулся в Цюрих.
Творческое наследие Эшмана включает струнный квартет и другую камерную (прежде всего фортепианную) музыку, хоровые сочинения. Произведения Эшмана отмечены влиянием Мендельсона и Шумана, в 1877 году их в превосходных тонах рекомендовал своему издателю Иоганнес Брамс. Музыковед Крис Уолтон доказывает, что песня Эшмана «Полдень» подсказала Вагнеру один из мотивов в опере «Золото Рейна». Замечательны песенные композиции Эшмана на стихи его друга и земляка, поэта Августа Корроди, которые своим эмоциональным и звукоподражательным звучанием напоминают музыку Шумана и Шуберта, но в то же время воспроизводят современные разработки новой немецкой школы. В остальном Эшман считается довольно консервативным композитором.
После смерти композитора его музыка была прочно забыта и вновь начала исполняться только в XXI веке. Большим успехом пользовался справочник Эшмана «Путеводитель по фортепианной литературе» (нем. Wegweiser Durch Die Klavier-Litteratur; 1871), выдержавший к 1925 году 10 изданий. Кроме того, Эшману принадлежит книга «Сто афоризмов. Опыты, дополнения, исправления и побуждения в итоге 30-летней практики учителя фортепиано» (нем. Ein hundert Aphorismen: Erfahrungen, Ergänzungen, Berichtigungen, Anregungen als Resultate einer 30jährigen Klavierlehrerpraxis; 1878, переиздание 1899 под редакцией Эрнста Радеке, женатого на дочери Эшмана).